# Pareledone
Pareledone is een geslacht van inktvissen uit de familie van Megaleledonidae.

## Soorten
- Pareledone aequipapillae Allcock, 2005
- Pareledone albimaculata Allcock, 2005
- Pareledone aurata Allcock, 2005
- Pareledone aurorae (Berry, 1917)
- Pareledone charcoti (Joubin, 1905)
- Pareledone cornuta Allcock, 2005
- Pareledone felix Allcock, Strugnell, Prodohl, Piatkowski & Vecchione, 2007
- Pareledone framensis Lu & Stranks, 1994
- Pareledone harrissoni (Berry, 1917)
- Pareledone panchroma Allcock, 2005
- Pareledone prydzensis Lu & Stranks, 1994
- Pareledone serperastrata Allcock, 2005
- Pareledone subtilis Allcock, 2005
- Pareledone turqueti (Joubin, 1905)

### Synoniemen
- Pareledone adelieana (Berry, 1917) => Adelieledone adelieana (Berry, 1917)
- Pareledone antarctica (Thiele, 1920)  => Pareledone harrissoni (Berry, 1917)
- Pareledone polymorpha (Robson, 1930)  => Adelieledone polymorpha (Robson, 1930)
- Pareledone senoi (Taki, 1961)  => Megaleledone setebos (Robson, 1932)
- Pareledone umitakae Taki, 1961  => Adelieledone adelieana (Berry, 1917)